# Juan Carlos Beltramino
Juan Carlos Marcelino Beltramino (Rosario, Provincia de Santa Fe, 2 de junio de 1924, Ciudad Autónoma Buenos Aires, 9 de diciembre de 2016) fue un diplomático argentino, especialista en temas antárticos, en la Cuestión de las islas Malvinas y multilaterales.

## Primeros años
Hijo de Pedro Pablo Francisco Beltramino y Teresa Casiello. Realizó sus estudios primarios y secundarios en el Colegio La Salle de Rosario. Continuó con su estudios universitarios en la Facultad de Ciencias Económicas, Comerciales y Políticas de la  Universidad Nacional del Litoral, también en Rosario, egresando como Doctor en Diplomacia, el 13 de septiembre de 1948 y Doctor en Ciencias Políticas en 1952. Su tesis doctoral en Diplomacia, aprobada con mención sobresaliente, versó sobre "La Cuestión de Límites Argentino-Chilena en la Antártida". Mientras estudiaba, trabajó en los tribunales de Rosario e incursionó en otros intereses creativos como la poesía y cuentos cortos. Junto con su antiguo compañero de escuela, Pedro Andrés Arranz, a los veinte años, escribieron una obra de comedia de teatro titulada "Desdenes", que se estrenó en el Teatro Círculo de Obreros el 30 de agosto de 1944.

## Carrera
En 1948, se radicó en Buenos Aires e ingresó el 23 de septiembre del mismo año al Servicio Exterior de la Nación Argentina con el rango de Agregado de Embajada.
En el exterior se desempeñó como funcionario diplomático en distintos rangos en las Misiones Permanentes ante la Oficina Europea de las Naciones Unidas en Ginebra (1953-54 y 1956-58) y ante las Naciones Unidas en Nueva York (1963-66), en la Legación argentina en la Confederación Suiza (1955-56), en las Embajadas argentinas en la República Francesa (1961-63) y en el Reino Unido de Gran Bretaña e Irlanda del Norte (1970-72).  Fue embajador de su país en Rumania (1972-75, concurrente en Bulgaria y la República Popular China), Yugoslavia (1976-80,
concurrente en Albania), en Austria (1982-86) y en Australia (1989-91, concurrente en Nueva Zelanda). En el ámbito multilateral, fue Representante Permanente ante las Naciones Unidas, en Nueva York (1980-82) ante la Oficina de las Naciones Unidas, en Viena, ante el Organismo Internacional de Energía Atómica, en Viena (1982-86) y ante la Organización de Estados Americanos, en Washington DC (1988-89).
En el Ministerio de Relaciones Exteriores y Culto se desempeñó en los siguientes cargos: Division de Organismos Internacionales (1948); Subjefe de la División Naciones Unidas (1949); Jefe de la División Naciones Unidas (1951-53 y en 1957-59); Consejería Legal (1959-60); Subdirector de Soberanía Territorial (1966-67); Subdirector General de Antártida y Malvinas (1967-70), Subsecretario de Relaciones Exteriores (1975-76 equivalente al actual Vicecanciller y durante los periodos de los Cancilleres Alberto Vignes, Ángel Federico Robledo, Manuel Arauz Castex y Raúl Quijano), y Subsecretario de Asuntos Australes y Limítrofes (1986-88, durante el periodo del Canciller Dante Caputo).
Participó en numerosas conferencias y reuniones internacionales del sistema de las Naciones Unidas y otras fuera del sistema representando a su país, desde fines de 1951, cuando integró la delegación argentina al 6to Periodo de Sesiones de la Asamblea General de las Naciones Unidas que se celebró en París, Francia. Practicó la negociación internacional en representación del gobierno argentino en los planos bilateral y multilateral hasta 1997. 
Formó parte de la delegación argentina para la negociación del Tratado Antártico (1959) y de posteriores reuniones consultivas de Representantes de las Partes Contratantes. Fue Jefe de Delegación argentina de la primera reunión de la Comisión para la conservación de los recursos vivos marinos, para la de conservación de focas antárticas y la de sobre exploración y explotación minera en la Antártida, celebrada en Hobart, Tasmania (1982) y Participó activamente en el proyecto de recomendación sobre procedimiento para la admisión de nuevas Partes Consultivas entre Estados Partes del Tratado Antártico de la 7a. reunión especial realizada en Londres (1977). 
Participó en relevantes iniciativas multilaterales como en la enmienda relativa a derechos preferenciales a la pesca del estado ribereño en la Segunda Conferencia sobre el Derecho del Mar (1960, Ginebra), siendo el texto mas votado en la conferencia y que sirvió de base a la Zona Económica Exclusiva consagrada en la Convención de Derecho del Mar de 1982. Asimismo, trabajó activamente en la enmienda al proyecto de Declaración de las Naciones Unidas sobre la Eliminación de Todas las Formas de Discriminación Racial que hizo posible su adopción por unanimidad por la Asamblea General de 1969. 
Fue miembro de la Comisión Social de las Naciones Unidas (1964-66), después Comisión de Desarrollo Social (1983-98), Presidente del Grupo de Trabajo sobre Mejoramiento de la Labor de la Comisión, Presidente del Comité Plenario de la Consulta Interregional sobre Políticas y Programas de Bienestar Social para el Desarrollo (1987) y Presidente de la Comisión durante su 33a. sesión (1993). En 1965, la Asamblea General de las Naciones Unidas aprobó su iniciativa de proyecto de Declaración sobre el Desarrollo Social que sirvió de base para la elaboración de la Declaración sobre el Progreso y el Desarrollo en lo Social adoptada por la Asamblea General en 1969 -Resolución 2542 (XXIV). 
Fue integrante de las delegaciones argentinas a las negociaciones bilaterales Argentina-Reino Unido sobre la Cuestión Malvinas (1966-72),  y Jefe de la Delegación argentina en las Conversaciones Especiales sobre Comunicaciones y Movimiento entre el Territorio Continental Argentino y las Islas Malvinas (1970-72) en las que se negoció la Declaración Conjunta sobre Comunicaciones entre el territorio continental argentino y las Islas Malvinas  entre la República Argentina y el Reino Unido de Gran Bretaña e Irlanda del Norte, y las notas de reserva de derechos, inicialadas por ambas delegaciones el 1 de julio de 1971; y aprobadas por ambos gobiernos el 5 de agosto de 1971. Para las Conversaciones Especiales fue jefe de la delegación argentina en los tres encuentros formales celebrados en Londres (14 al 23 de julio de 1970), Buenos Aires (21 al 30 de junio de 1971) y en Puerto Argentino, Islas Malvinas (del 21 al 24 de noviembre de 1972). El propio Embajador Beltramino señaló en una oportunidad que dichas conversaciones especiales y lo acordado ¨...Tuvieron características muy peculiares y condujeron a la iniciación de una etapa nueva y entonces prometedora en el marco de la disputa más que secular argentino-británica respecto de la soberanía sobre las referidas islas...¨ Fue una suerte de punto de inflexión en los avances de la política exterior argentina sobre la Cuestión ya que previo al acuerdo de 1971 solamente había existido contactos ocasionales entre las Islas Malvinas y el territorio continental argentino.
Tras la suscripción del Comunicado Conjunto sobre Establecimiento de Relaciones Diplomáticas entre la República Argentina y la República Popular China (Bucarest 1972), entre abril y septiembre de dicho año los contactos diplomáticos entre ambos países se mantenían entre los embajadores argentino y chino en Bucarest, siendo así el Embajador Beltramino el primer representante argentino ante el gobierno chino.
En 1978, fue el firmante de un Convenio de Cooperación Científica y Tecnológica realizado con Rumania.
En su calidad de Presidente del Grupo de los 77 en Viena (1985) tomó parte activa en la conversión de la Organización de las Naciones Unidas para el Desarrollo Industrial en organismo especializado de las Naciones Unidas (ONUDI).
Se retiró del Servicio Exterior de la Nación Argentina en 1991.

## Participación en fora multilateral
a) Naciones Unidas:
Asamblea General de las Naciones Unidas (VIa. sesión 1951-52), Paris, (XVIIIa., XIXa., XXa., XXXVa. y XXXVIa. sesiones ordinarias) Nueva York;
Consejo Económico Social (XVIa., XVIIIa., XXIIa., XXIVa., y XXXVa. sesiones), Ginebra;
Conferencia de las Naciones Unidas sobre el Azúcar (IIa. sesión), Ginebra;
Conferencia de Plenipotenciarios de las Naciones Unidas para la Convención Suplementaria sobre Abolición de la Esclavitud, la Trata de Esclavos y las Instituciones y Prácticas Análogas  (1956), Ginebra;
Comisión sobre Comercio Internacional de Productos Básicos (IVa. sesión), Ginebra;
Conferencia Preliminar de estados sin Litoral Marítimo (1958), Ginebra;
Conferencia de las Naciones Unidas sobre el Derecho del Mar (1958), Ginebra;
IIa. Conferencia de las Naciones Unidas sobre el Derecho del Mar (1960), Ginebra;
Comisión de Asuntos Sociales, luego Comisión de Desarrollo Social (1964-66 y 1983-94) Nueva York y Viena;
Subcomité III del Comité Especial de los 24 al tratarse el tema de Malvinas (1964) Nueva York;
Subcomité de Asuntos Jurídicos de la Comisión sobre Utilización del Espacio Ultraterrestre con Fines Pacíficos (1964), Nueva York;
Comité encargado de preparar un proyecto de Convención sobre el Comercio de Tránsito de los Países sin Littoral Marítimo (1964), Nueva York, Vicepresidente del Comité;
Conferencia de las Naciones Unidas sobre el Comercio de Tránsito de los Países sin Littoral Marítimo (1965), Nueva York, Vicepresidente de la Conferencia;
Comité para el Año Internacional de los Derechos Humanos (1964-65), Nueva York;
Conferencia Mundial de Población (1974), Bucarest; 
Conferencia de las Naciones Unidas sobre Utilización del Espacio Ultraterrestre con Fines Pacíficos (1992), Viena; 
Conferencia de las Naciones Unidas sobre Envejecimiento (1982), Viena; 
Conferencia Mundial de la Mujer (1985), Nairobi; 
IV Conferencia General de la Organización de las Naciones Unidas para el Desarrollo Industrial (1984), Viena, Presidente de la Comisión I; 
Comité Preparatorio de la Conferencia de las Naciones Unidas sobre Promoción de la Colaboración Internacional en los Usos Pacíficos de la Energía Nuclear (1983-86), Vicepresidente; 
Junta de Desarrollo Industrial de la Organización de las Naciones Unidas para el Desarrollo Industrial (1984-86), Viena; 
Conferencia General de la Organización de las Naciones Unidas para el Desarrollo Industrial (1985), Viena;  
Consulta Interregional sobre Políticas y Programas de Bienestar Social (1987), Viena, Presidente del Comité Plenario; 
b) Otras Conferencias:
Conferencia Internacional del Trabajo (36a., 40a. y 42a.), Ginebra;   
Consejo de Administración de la Organización Internacional del Trabajo (133a. sesión), Ginebra;      
Comité Ejecutivo del Comité Intergubernamental para las Migraciones Europeas (5a. y 6a Especial, 7a. y 8a. Especial sesiones), Ginebra;      
Consejo del Comité Intergubernamental para las Migraciones Europeas (5a., 6a., 7a. y 8a. sesiones), Ginebra;      
Asamblea Mundial de la Salud (6a, y 7a. sesiones), Ginebra;      
Conferencia Internacional de Instrucción Pública (17a. sesión), Ginebra;      
Acuerdo General sobre Aranceles Aduaneros y Comercio (GATT) (9a., 11a. y 12a. sesiones de las Partes Contratantes), Ginebra;      
Conferencia Antártica (1959), Washington DC;      
Reunion Consultiva de Representantes de las Partes Contratantes del Tratado Antártico (Va. 1968, Paris; VIIa. 1972, Wellington; IXa. 1977, Londres; 1a. Especial 1977, Londres; 4a. Especial 1982, Wellington; XIVa. 1987, Río de Janeiro; 7a. Especial 1987, Río de Janeiro; y 8a. Especial 1988, Paris;      
Conferencia sobre la Conservación de Focas Antárticas (1972), Londres;      
Conferencia de Países en Desarrollo sobre Comercio Internacional de Materias Primas (1975), Dakar;      
Reunion Preparatoria sobre Exploración y Explotación Minera en Antártida (1976), Paris;      
Conferencia de Ministros de Relaciones Exteriores de los Países No Alineados (1981), Nueva Delhi;      
Conferencia General del Organismo Internacional de Energía Atómica (1982-85);, Viena;      
Comisión de la Convención para la Conservación de los Recursos Vivos Marinos Antárticos (1a. Reunion 1982, Hobart y 2a. Reunion 1990, Hobart);      
Junta de Gobernadores del Organismo Internacional de Energía Atómica (1983-86), Viena;            
Comisión Preparatoria del Centro Internacional de Ingeniería Genética y Biotecnología (1984-85), Viena;            
Reunion de Coordinación Latinoamericana del sistema Económico Interamericano sobre Desarrollo Industrial (1984), La Habana;            
Grupo de los 77, (1985) Presidente, Viena;            
Reunion de los Países Copatrocinantes de la Resolución que declara al Atlántico Sur como Zona de Paz y Cooperación (1988), Río de Janeiro;            
Reunion de Revision de la Convención para la Conservación de las Focas Antárticas (1988), Londres;            
Consejo Permanente de la Organización de Estados Americanos (1989) Washington DC, Presidente del Consejo;

## Actividad académica, de estudio y relacionados
En el campo de la docencia fue profesor adjunto de Organización Internacional en la Escuela de Política Internacional del Ministerio de Relaciones Exteriores y Culto (1951); profesor adjunto de la cátedra Organización Internacional en el Instituto de Ciencia Política de la Universidad del Salvador (1966-70); dictó curso sobre Antártida Argentina y Malvinas en el Instituto del Servicio Exterior de la Nación (1968); profesor de Negociación Internacional en el Instituto del Servicio Exterior de la Nación (1993-2007).
Fue miembro del Consejo Argentino para las Relaciones Internacionales (CARI), donde fue creador del Comité de Estudios Antárticos ejerciendo la Presidencia (1988-97) e integró el Comité de Organismos Internacionales (1997-2007). Formó parte del International Advisory Board de la revista International Negotiations, A Journal of Theory and Practice, publicación Kluwer Law International.
En el CARI fue Coordinador de los siguientes programas: ¨Segundas Jornadas de Actualización Antártica¨ (noviembre 1992, en coordinación con el Dr. Calixto Armas Barea) ¨Jornadas sobre Requerimientos y Tendencias Actuales de la Negociación internacional¨ (ediciones septiembre 1995 y septiembre 2005); y Seminario sobre ¨El Derecho Internacional frente a desafíos de la realidad actual¨ (noviembre 2000);    
Además desde 1988, fue consultor del Instituto Antártico Argentino dependiente de la Dirección Nacional del Antártico. y, desde 1992, Miembro del Comité Editorial de las Publicaciones Científicas que edita el Instituto Antártico Argentino.
Fue relator del Grupo de Trabajo sobre Antártida del Seminario Regional de la International Law Association realizado en Buenos Aires (1987);
Perteneció a las siguientes sociedades científicas: Sociedad Argentina de Estudios Geográficas Gaea, Buenos Aires; American Geographical Society, Nueva York; International Glaciological Society, Cambridge; International Law Association; y Royal Geographical Society, Londres,

## Publicaciones
A lo largo de su vida, publicó diversos libros, monografías, trabajos y artículos sobre derecho internacional público, incluyendo sobre Antártida. la Cuestión de las Islas Malvinas y negociación internacional.  
a) Libros:
“Antártida. Su Geografía Física y Humana” (1981), Editorial El Ateneo, Buenos Aires -Premio Carlos Biedma 1981 de la Sociedad Argentina de Estudios Geográficas Gaea- ;  
“The Structure and Dynamics of Antarctic Population” (1993), Vantage Press, Nueva York;    
“Como negociar internacionalmente, entre gobiernos, entre empresas, en organismo y conferencias” (1994), Abeledo-Perrot, Buenos Aires;    
“La Ejecución de Lo Acordado en la Negociación Internacional” (2004), ISEN/Grupo Editor Latinoamericano, Buenos Aires;   
“The Paramount Role of Human Dimension in International Negotiation” (2014), Editorial Dunken, Buenos Aires;      
a) Otros trabajos:
¨Concordatos, Bulas, Breves y Rescriptos¨ ; monografía; Rosario, (abril 1944);   
¨Nuestro País y el Concordato. Aspecto Histórico¨, en Cátedra suplemento de El Pueblo, Buenos Aires (9 de junio de 1946);   
"La Cuestión de Limites Argentino-Chilena en la Antártida", (1948) Trabajo de tesis para optar al título de Doctor en Diplomacia en la Facultada de Ciencias Económicas, Comerciales y Políticas de Rosario;   
´Sobre los Nombres de Antártico y Antártida¨; (noviembre 1958), Revista Geográfica Americana; año XXV, vol. XLII, nro. 250, paga 447-452;   
¨Las Regiones Geográficas Antárticas y Subantarticas, Ensayo de Delimitación Regional´, (Nueva York 1964) presentado al Simposio Antártico de Buenos Aires 1959;      
¨La Población Residente Habitual de Antártida Argentina 1904-60¨, (Nueva York 1963 y 1965);      
¨Mortalidad en la Antártida desde fines del Siglo XIX´, (1965);      
¨Mortality in Antarctic since the end of the Nineteenth Century, (Washington 1966) Antarctic Journal of the United States, vol. I, No. 6, pags. 268-271;      
´Aspectos Principales de la Geografía Humana de la Antártida¨ (Buenos Aires 1967);      
¨La variabilidad en el tiempo presente y futuro en Geografía´, (Buenos Aires 1981), Boletín de la Sociedad Argentina de Estudios Geográficas -Gaea- Nro. 100;      
´International Relations and International Law in Antarctica. A Geographical Approach´, (Innsbruck 1987);      
¨Sistema del Tratado Antártico. Su normalización funcional y convencional¨, (1988), Revista del Colegio de Abogados de Buenos Aires, tomo 48, Nro.1, pags. 69-82;      
¨Recursos y Medio Ambiente en el Sistema del Tratado Antártico´, (1990), Revista e Derecho, Política y Administración, Buenos Aires Enero-Marzo 1990, vol. VII, Nro. 1, 11 pags.;      
´The Discoveries of Antarctica¨, (Canberra 1990):      
´Protección de la naturaleza y desarrollo de actividades humanas´, (Innsbruck 1991);      
´Orientación actual del Sistema del Tratado Antártico y perspectivas para el próximo futuro´; (Buenos Aires 1992), Consejo Argentino para las Relaciones Internacionales, Antártida al iniciarse la década de 1990, pags. 295-300;      
´Dimension estética del espacio y de la geografía, (Buenos Aires 1992), trabajo presentado para la 53a. Semana de Geografía, Sociedad Argentina de Estudios Geográficas -Gaea- 11 pags.;      
¨Dimensiones Humana y Técnica de la Negociación Internacional¨ (1993), FDCS/UCA, Rosario, 12 p.;      
¨Negociación Internacional y Derecho¨ (1996), ISEN, Instituto del Servicio Exterior de la Nación, Serie Documentos de Trabajo No. 18;  
¨Las Conversaciones Especiales Argentina-Gran Bretaña sobre Comunicaciones entre el Territorio Continental Argentino y las Islas Malvinas. Una Negociación Diplomática Típica¨ (1997), ISEN, Instituto del Servicio Exterior de la Nación, Serie Documentos de Trabajo No. 21;   
“La Aparente Ajuridicidad de la Negociación Internacional”, en el Anuario Hispano-Luso-Americano de Derecho Internacional (1997),  vol. 13, p. 285-297;   
¨Negociación de un Proyecto de Resolución sobre el Empleo en la Comisión de Desarrollo Social de las Naciones Unidas. Análisis, Evaluación y Enseñanzas¨ (1997), ISEN,Instituto del Servicio Exterior de la Nación, Serie Documentos de Trabajo No.    
¨Las conversaciones especiales entre la Argentina y Gran Bretaña sobre comunicaciones con las Islas Malvinas y el Acuerdo de 1971¨, (1998) r de La Política Internacional, el Derecho y el Territorio Nacional, - Homenaje a Enrique Ferrer Vieira -, Ediciones del Copista, pan 475-489;   
“La Aparente Aeticidad de la Negociación Internacional”, en el Anuario Hispano-Luso-Americano de Derecho Internacional (1999), vol. 14, p.181-195;   
¨The Current Role of Law in International Negotiation¨  (1999), ISEN, Instituto del Servicio Exterior de la Nación, Serie Documentos de Trabajo No.30;   
“Poderes y Funciones No Regulados de Presidentes de Reuniones Internacionales Multilaterales” (2000), en Anuario Argentino de Derecho Internacional de la Asociación Argentina de Derecho Internacional, vol. X, p. 15-51;   
“Papel Actual de Actores No Gubernamentales y Derecho Internacional”, en el Anuario Hispano-Luso-Americano de Derecho Internacional (2001), vol. 15, p. 293-311;  
“¿Hacia un Derecho de la Negociación Internacional?”, en Zlata Drnas de Clement, coordinadora (2002), Estudios de Derecho Internacional en Homenaje al Profesor Ernesto J. Rey Caro, Editora Córdoba, Córdoba, tomo II, p. 1191-1205;   
´La Ejecución de Lo Acordado en la Negociación Internacional´ (2004), ISEN/Grupo Editor Latinoamericano, Buenos Aires;   
“La Importancia Decisiva de la Dimensión Humana en la  Negociación Internacional” (2006) en Agenda Internacional, Buenos Aires, No. 9, 3, julio/septiembre, p. 54-59;   
“The Law as an Implicit Third Party in International Negotiation” (2007), en International Negotiation. A Journal of Theory and Practice, vol. 12, No. 3, p.347-361;   
“El Desafío de la Incertidumbre en la Negociación Internacional” (2008), en Agenda Internacional, Buenos Aires, No. 14, marzo, p.58-65;   
“Decisores y Negociadores en la Negociación Internacional” (2009), en Agenda Internacional, Buenos Aires, No. 17, febrero, p. 66-74;   
“Presidentes de Reuniones Multilaterales y Voluntad de los Estados Miembros” (2010), en Agenda Internacional, Buenos Aires, No. 23, p. 46-57;   
“El Derecho “tercera parte” permanente en la Negociación Internacional” (2011), en Agenda Internacional, Buenos Aires, No. 6, p. 48-53;    